# 鯱ノ里一郎
鯱ノ里 政弘（しゃちのさと まさひろ、1914年8月11日 - 1981年5月21日）は、愛知県名古屋市中区出身で若枩部屋に所属した大相撲力士。本名は松崎 一雄（旧姓:加藤）。最高位は西前頭3枚目（1938年5月場所）。現役時代の体格は179cm、130kg。得意手は左四つ、上手投げ、寄り。元小結射水川の養子。元関脇房錦の岳父であり養父。

## 人物
四股名の鯱ノ里は名古屋城のシンボルである金鯱に因んだもの。改名する前の「太閤山」も出身地愛知ゆかりの豊臣秀吉にあやかったものだった。
美男力士として女性に人気が高かった。当時としては重量級で腰が重く、左四つからの投げを武器に横綱玉錦と水入りの大相撲を見せるほどの実力があったが、のんびりした気性が災いしたか三役経験はなかった。アキレス腱を切って十両に陥落したものの再び幕内に返り咲き、実力の片鱗を見せた。出羽錦の著書ではある年の広島の駅前で行われた興行で飛付五人抜きが行われた際の逸話が記されておりそこには「入間川親方（木村宗次郎）が土俵下で観戦していた土地の暴力団幹部の上に落ち、支度部屋へ外から石の雨が降ってきた。最初のうちは我慢していたが、堪忍袋の緒を切らした鯱ノ里関が『小倉、太刀持ってこい』と歌舞伎役者並みの剣幕で命じた」という趣旨の内容が確認される。
引退後は西岩部屋（のち若松部屋）を創設し高砂一門下にあって房錦、岩風の両関脇や前頭大鷲らの個性派力士を育て上げた。相撲協会でも検査役や理事を務めた。
1968年、相撲協会の機構改革で、理事・監事が選挙で選出されるようになったとき、監事候補として立候補したが落選した。このためか、それ以後30年ほど、各一門で票の調整がおこなわれ、選挙は無投票が続いた。

## 略歴
- 1929年1月場所 若枩部屋（師匠:元小結射水川）から初土俵を踏む。
- 1935年1月場所 新十両。
- 1937年1月場所 新入幕。
- 1947年6月場所 引退。年寄西岩を襲名。
- 1954年1月場所 師匠より弟子を預かり西岩部屋を創設。
- 1956年5月 先代死去のため若松に名跡変更（部屋名も若松部屋に改称）。
- 1979年8月 停年退職。若松の年寄名跡と部屋を房錦（当時は年寄山響）に譲る。

## 主な成績
- 通算成績：200勝230敗2分5休 勝率.465
- 幕内成績：84勝137敗2分5休 勝率.380
- 現役在位：46場所
- 幕内在位：18場所

### 場所別成績
| 1929年 （昭和4年） | （前相撲）             | （前相撲）         | 東序ノ口14枚目 3–3      | 東序ノ口14枚目 2–4 |
| 1930年 （昭和5年） | 東序二段35枚目 3–3     | 東序二段35枚目 4–2 | 東序二段筆頭 2–4        | 東序二段筆頭 3–3   |
| 1931年 （昭和6年） | 西序二段4枚目 4–2      | 西序二段4枚目 3–3  | 東三段目27枚目 2–4      | 東三段目27枚目 2–4 |
| 1932年 （昭和7年） | 西三段目33枚目 3–5     | 西三段目33枚目 3–7 | 東序二段16枚目 5–1      | 東序二段16枚目 5–1 |
| 1933年 （昭和8年） | 東三段目22枚目 3–3     | x                  | 東三段目21枚目 4–2      | x                  |
| 1934年 （昭和9年） | 西三段目4枚目 5–2      | x                  | 東幕下15枚目 8–3        | x                  |
| 1935年 （昭和10年） | 西十両12枚目 5–6       | x                  | 西幕下筆頭 8–3          | x                  |
| 1936年 （昭和11年） | 東十両8枚目 8–3        | x                  | 東十両筆頭 7–4          | x                  |
| 1937年 （昭和12年） | 西前頭13枚目 7–4       | x                  | 西前頭6枚目 5–6–2       | x                  |
| 1938年 （昭和13年） | 東前頭10枚目 7–5 1痛分 | x                  | 西前頭3枚目 4–9         | x                  |
| 1939年 （昭和14年） | 東前頭8枚目 7–6        | x                  | 西前頭7枚目 4–11        | x                  |
| 1940年 （昭和15年） | 東前頭13枚目 8–7       | x                  | 東前頭5枚目 3–12        | x                  |
| 1941年 （昭和16年） | 西前頭13枚目 5–10      | x                  | 西前頭15枚目 4–7–3 1分  | x                  |
| 1942年 （昭和17年） | 東十両筆頭 8–7         | x                  | 東前頭17枚目 3–12       | x                  |
| 1943年 （昭和18年） | 東十両5枚目 8–7        | x                  | 西十両2枚目 8–7         | x                  |
| 1944年 （昭和19年） | 西前頭17枚目 7–8       | x                  | 東前頭13枚目 4–6        | 東前頭8枚目 2–8    |
| 1945年 （昭和20年） | x                      | x                  | 西前頭16枚目 3–4        | 東前頭16枚目 7–3   |
| 1946年 （昭和21年） | x                      | x                  | x                       | 東前頭7枚目 2–11   |
| 1947年 （昭和22年） | x                      | x                  | 西前頭16枚目 引退 2–8–0 | x                  |
| 各欄の数字は、「勝ち-負け-休場」を示す。 優勝 引退 休場 十両 幕下 三賞：敢=敢闘賞、殊=殊勲賞、技=技能賞 その他：★=金星 番付階級：幕内 - 十両 - 幕下 - 三段目 - 序二段 - 序ノ口 幕内序列：横綱 - 大関 - 関脇 - 小結 - 前頭（「#数字」は各位内の序列） |                        |                    |                         |                    |

### 幕内対戦成績
| 力士名   | 勝数 | 負数 | 力士名 | 勝数 | 負数 | 力士名           | 勝数 | 負数 | 力士名 | 勝数 | 負数 |
| -------- | ---- | ---- | ------ | ---- | ---- | ---------------- | ---- | ---- | ------ | ---- | ---- |
| 愛知山   | 0    | 2    | 青葉山 | 1    | 0    | 安藝ノ海         | 2    | 2    | 綾錦   | 1    | 0    |
| 綾昇     | 3    | 5    | 綾若   | 1    | 4    | 一渡             | 1    | 0    | 五ツ海 | 1    | 1    |
| 五ツ嶋   | 1    | 5    | 大岩山 | 2    | 0    | 大ノ海           | 1    | 1    | 大ノ森 | 2    | 2    |
| 大平山   | 1    | 0    | 海光山 | 1    | 0    | 鏡岩             | 0    | 1    | 鏡里   | 0    | 1    |
| 笠置山   | 4    | 2    | 鹿嶋洋 | 2    | 4    | 柏戸             | 0    | 1    | 桂川   | 2    | 0    |
| 神風     | 0    | 1    | 九州山 | 2    | 3    | 清美川           | 1    | 1    | 錦華山 | 0    | 0※   |
| 九州錦   | 1    | 2    | 高津山 | 0    | 2    | 小嶋川           | 1    | 0    | 駒ノ里 | 4    | 3    |
| 佐賀ノ花 | 0    | 1    | 相模川 | 2    | 2    | 櫻錦             | 0    | 3    | 汐ノ海 | 0    | 3    |
| 四海波   | 1    | 2    | 新海   | 2    | 0    | 神東山           | 2    | 6    | 駿河海 | 1    | 0    |
| 大邱山   | 3    | 3(1) | 立田野 | 1    | 0    | 楯甲             | 0    | 1    | 玉錦   | 0    | 1    |
| 玉ノ海   | 0    | 1    | 鶴ヶ嶺 | 1    | 1    | 出羽ノ花         | 1    | 2    | 出羽湊 | 2    | 4    |
| 十勝岩   | 1    | 1    | 土州山 | 0    | 1    | 十三錦           | 1    | 3(1) | 富野山 | 1    | 0    |
| 巴潟     | 1    | 0    | 豊嶋   | 0    | 1    | 豊錦             | 0    | 1    | 名寄岩 | 0    | 2    |
| 羽黒山   | 0    | 1    | 羽嶌山 | 0    | 1    | 幡瀬川           | 0    | 3    | 盤石   | 0    | 1    |
| 番神山   | 0    | 2    | 肥州山 | 1    | 3    | 備州山           | 0    | 4    | 常陸海 | 1    | 1    |
| 広瀬川   | 1    | 1    | 藤ノ里 | 3    | 2    | 二瀬川(二タ瀬川) | 2    | 2    | 双見山 | 0    | 2    |
| 不動岩   | 0    | 1    | 防長山 | 1    | 1    | 増位山           | 1    | 2    | 松ノ里 | 1    | 5    |
| 緑國     | 0    | 1    | 武藏山 | 0    | 1    | 陸奥ノ里         | 2    | 1    | 八方山 | 0    | 3※   |
| 倭岩     | 1    | 2    | 大和錦 | 2    | 3    | 龍王山           | 2    | 4    | 両國   | 3    | 2    |
| 若潮     | 0    | 2    | 和歌嶋 | 3    | 2    | 若瀬川           | 0    | 3    |        |      |      |

※他に錦華山と痛分が1つ、八方山と預りが1つある。

## 四股名変遷
- 太閤山 ?（たいこうやま ?）1929年1月場所 - 1932年3月場所
- 鯱ノ里 一郎（しゃちのさと いちろう）1932年5月場所 - 1944年1月場所
- 鯱ノ里 政弘（- まさひろ）1944年5月場所 - 1945年11月場所 （※「政」の字は「正」の下に「又」）
- 鯱ノ里 政弘（- まさひろ）1946年11月場所
- 鯱ノ里 政弘（- まさひろ）1947年6月場所 （※「政」の字は「正」の下に「又」）

## 年寄変遷
- 西岩 一雄 1947年6月 - 1956年5月
- 若松 万雄 1956年5月 - 1979年8月